# Delias poecilea
Delias poecilea é uma borboleta da família Pieridae. Foi descrita por Samuel Constantinus Snellen van Vollenhoven em 1865. É encontrada no reino da Australásia.
A envergadura é de cerca de 62-70 milímetros. É uma das maiores espécies do género Delias. A fêmea é bastante escura e assemelha-se às fêmeas de alguns dos grupos isse e espécies dorimene.

## Subespécies
- D. p. poecilea (Halmahera, Bachan, Kasiruta, Mandioli)
- D. p. makikoae Yagishita, 1993 (Morotai)